# Someone, Somewhere
Someone, Somewhere è un singolo del gruppo musicale britannico Asking Alexandria, pubblicato il 15 febbraio 2011 come secondo estratto dal secondo album in studio Reckless & Relentless.
Il 9 febbraio 2015 il singolo è stato reso disponibile per il download digitale in una versione remixata dai Popkong, mentre il 28 maggio 2018 è stata pubblicata una versione acustica insieme al relativo videoclip.

## Tracce
CD promozionale (Stati Uniti)
1. Someone, Somewhere – 3:38

Download digitale – remix
1. Someone, Somewhere (Popkong Remix) – 4:37

Download digitale – versione acustica
1. Someone, Somewhere (Acoustic) – 3:36

## Formazione
Gruppo
- Danny Worsnop – voce
- Ben Bruce – chitarra, voce
- Cameron Liddell – chitarra ritmica
- Sam Bettley – basso
- James Cassells – batteria

Produzione
- Joey Sturgis – produzione, ingegneria del suono, missaggio, mastering
- Nick Sampson – montaggio e ingegneria del suono aggiuntive
- Shawn Keith – A&R
- Nick Walters – A&R
- Daniel McBride – layout
- Daniel Wagner – logo designer
- Paul Harries – fotografia